# 卡拉奇往拉合爾
《卡拉奇往拉合爾》是一部2015年上映的巴基斯坦公路喜劇冒險片，由瓦賈哈特·勞夫執導及監製，櫥窗製作製作，亞西爾·胡斯賽恩編劇 ，由謝扎德·謝赫和艾伊莎·奧瑪領銜主演，並由賈韋德·謝赫、曼塔哈·塔里恩·馬克索奧德、亞西爾·胡斯賽恩、阿梅德·阿利·阿克巴爾、埃希塔·西埃德、阿厄希爾·瓦賈哈特和拉希德·納茲主演。該電影為巴基斯坦首部公路電影，敘述從卡拉奇至拉合爾之間36小時的實時車程中，每個角色面對的困難、克服它們的過程以及個人成長的經歷。
《卡拉奇往拉合爾》由IMGC全球娛樂發行，並在2015年7月31日上映。在其上映後的首個週末，其本地票房收入達2000萬巴基斯坦盧比，至上映結束時票房達1億巴基斯坦盧比。該電影是首部在荷里活上映的巴基斯坦電影。
《卡拉奇往拉合爾》的續集《從拉合爾一直向前》在2016年上映。

## 劇情
扎希姆（謝扎德·謝赫飾）是瑪麗阿姆（艾伊莎·奧瑪飾）和其父親蒂瓦納·薩希布（賈韋德·謝赫飾）的鄰居。他與鄰居之間的關係不睦，與其女友阿阿西（埃希塔·西埃德飾）之間的關係亦出現了問題。當阿阿西返回拉合爾參加家人婚禮的時候，其家人告訴扎希姆，指她已決定與其表兄弟結婚。為了阻止這場婚事，扎希姆決定前赴拉合爾，但此時卻遇上巴基斯坦民航局工潮導致真納國際機場關閉，他於是與瑪麗阿姆、她的哥哥澤祖，以及兩名好友莫蒂（亞西爾·胡斯賽恩飾）和薩姆（阿梅德·阿利·阿克巴爾飾）一同乘坐蒂瓦納·薩希布的吉普車展開行程。

## 營銷及上映
《卡拉奇往拉合爾》的首映預告片在2015年3月21日在卡拉奇舉行的記者會上發佈。而電影中的其中一首歌曲《嘿！來吧》則在同年6月30日發行。該電影的數碼營銷和公關則由其官方數碼夥伴社會營銷負責。
《卡拉奇往拉合爾》在2015年7月31日於巴基斯坦超過60家電影院上映，其後在同年8月16日在荷里活上映。

## 影評界反應
《論壇快報》（The Express Tribune）的拉法伊·馬莫奧德給予《卡拉奇往拉合爾》2.5星的評價（滿分為5星），並指：「電影熱鬧的時刻在不適當的時候出現。看這部電影可以學習一些新笑話，但如果要求一個好的大銀幕體驗，這部電影可以不看。」

## 續集
2015年11月，導演瓦賈哈特·勞夫表示他將會開拍《卡拉奇往拉合爾》的續集，並打算在2016年上映。他表示：「這將會不止是一部愛情喜劇，亦會是年輕人的冒險。這電影的故事發生在《卡拉奇往拉合爾》故事結束之後。」
續集名為《從拉合爾一直向前》，由莎芭·卡瑪和亞西爾·胡斯賽恩領銜主演，並由魯比娜·阿什拉夫、貝羅澤·薩布茲瓦里和阿蒂卡·奧德霍主演。該電影在2016年11月11日上映，但獲得負面評價。

## 外部連結
- 互联网电影数据库（IMDb）上《卡拉奇往拉合爾》的资料（英文）
- 卡拉奇往拉合爾的Facebook專頁